# Body (tidskrift)
Body, tidigare B&K Sports Magazine var en svensk bodybuildingtidning grundad 1981 av Ove Rytter och Ingemar Dahl. Den var från början en ren bodybuilding-tidning och hette då "Bodybuilding & Kraftsport", men har sedan dess även införlivat andra närbesläktade sporter som till exempel atletisk fitness och kom då att heta B&K Sports Magazine.
Tidningen, som i februari 2005 bytte namn till Body, då en av Sveriges största sporttidningar, och i redaktionen ingår bl.a. den kände svenske kroppsbyggaren Anders Graneheim.
Den 13 november 2019 berättade Anders Eriksson, chefredaktör på Body Magazine, att utgivningen av tidningen har upphört.